# Bethioua
Pour les articles homonymes, voir Portus Magnus.
Bethioua (en arabe : ﺑﻃﻴﻭة, en berbère : ⴱⴻⵟⵟⵉⵡⴰ), anciennement Portus Magnus, devenu à l'époque de la colonisation française la commune de Vieil Arzew, puis Saint-Leu, est une commune algérienne de la wilaya d'Oran, située a 30 km a l’est d’Oran.

## Géographie
Thomas Shaw visite les lieux en 1747 , y faisant une description géographique et topographique des ruines romaines.

### Situation
| Aïn El Bia | Mer Méditerranée            | Mer Méditerranée  |
| Ben Freha  | Bethioua                    | Marsat El Hadjadj |
| Boufatis   | Alaïmia (Wilaya de Mascara) |                   |

### Routes
La commune de Béthioua est desservie par la route nationale RN11 (route d'Oran).

## Toponymie
Plusieurs hypothèses ont été rapportées quant à l'origine du nom de « Bethioua ». Une d'entre elles indiquerait que le nom vient directement de la tribu berbère éponyme. Les habitants de Bethioua, eux-mêmes se disent descendants de tribus issues du Rif marocain du même nom dont on a pu évaluer la période d'émigration au milieu du XVIIIe siècle. Quant au nom « Bethioua » lui-même, il n'aurait été donné aux nouveaux arrivants qu'après leur installation dans le pays ; il serait tiré de l'arabe « بَطَّة » (batta = outre, bouteille en cuir) du nom du récipient associé à Sidi Amar dont la baraka se serait manifestée lors d'un sauvetage miraculeux au large de la baie d'Arzew.
René Basset nous livre une hypothèse plus proche des sources même des sources antérieures à l'émigration des Bettioua. L'historien Ibn Khaldoun (1332-1406) cite « بطيوة » (Botioua) comme l'une des trois divisions du Maroc. Au xie siècle, Al-Bakri dans son « كِتاب ألمسالك و ألممالك » (livre des routes et des royaumes) mentionne un « محرس بُطيوة » (Mahrs Botiouia) près de Sfax. Botioua, prononcé aussi Bettiouia, semble avoir désigné une des plus importantes tribus du Rif marocain. Renforçant cette hypothèse, ce terme a laissé plusieurs traces dans divers lieux du nord du Maroc.
L'historien Ibn Khaldoun nous informe notamment que le nom de Bettioua est à l'origine celui d'une grande confédération ayant pour habitat la région du Rif, ce nom se trouve tantôt écrit Botouïa, tantôt Battouya, Ibettoyen, tantôt Bettioua. Il s'agit d'un rameau des Berbères sédentaires des Sanhadja, dits 'fondateurs d'empires', dont le rameau sédentaire se trouve dans les Kabylies et dont parmi les principales de leurs réalisations figure l'empire fatimide, la Qalaa des Beni Hammad, le royaume de Bougie ou encore l'empire almohade. Parmi les principales familles sanhajis d'Alger figure les Botouïa aux côtés des Beni Mezghanna.
À la chute des Almohades , les Ibettiwen du Rif tombèrent aux mains des Merinides qui établirent leur souveraineté au Fès . Les habitants du Rif ne firent aucune difficulté pour reconnaître les nouveaux maîtres mérinides et découvrirent même le moyen de tirer d'eux de sérieux avantages dans l'histoire. Une des femmes des Ibettiwen, Oum el Youm, fille des Ouled Mallahi de Tafersit entra par mariage dans la famille royale et mit au monde un garçon qui devint le souverain mérinide Yaqoub ben Abdelhaq.
Le manuscrit Maqsad (Vie des Saints du Rif) relate également l'importance par Roland Fréjus du rôle de cette tribu située entre le Nekkor et la Moulouya au XVIIIe siècle dans les relations avec la France du Midi ainsi que dans la reconquête des villes du Maroc occidental (Tetouan, Assilah, Badis, Mazagan, Taroudant).
En 1678 , un certain général rifain Haddu Al-Battiwi libère à l'aide de ses troupes la ville de Tanger de l'occupation britannique. L'on cite dans son armée , des Ibettiwen. Ainsi dans la région actuelle du Fahs de Tanger, à Assilah et Larache les patronymes Bettioui ou Abetuy sont répandus, tout comme la chanteuse de musique andalouse Zohra Bettiwa.
Le Maroc inconnu souvient que : De Tazaghine , Mohamed passe à Zegzaoua. On appelle ainsi une enfilade de hameaux, se succédant sans interruption , de l’Est à l'Ouest. Non loin de ce bourg , nous remarquons le village de Bettioua, dont les Berbères d'Arzew (Bethioua) sont originaires. C'est ce qu'ils affirment eux-mêmes et c'est ce que disent les indigènes de Beni Said qui viennent dans le département d'Oran louer leurs bras aux colons. Pendant le  séjour que Mohammed fit à  Bettioua , il eût l'occasion de parler de ses frères que la destinée (el-mektoub) à malheureusement placée sous l'autorité chrétienne [...] Exploration du Rif, page 131.
Enfin le toponyme « Battouia » a été trouvé dans l'ouest de l'Algérie, entre Nedroma et Tlemcen.

## Histoire de Portus Magnus

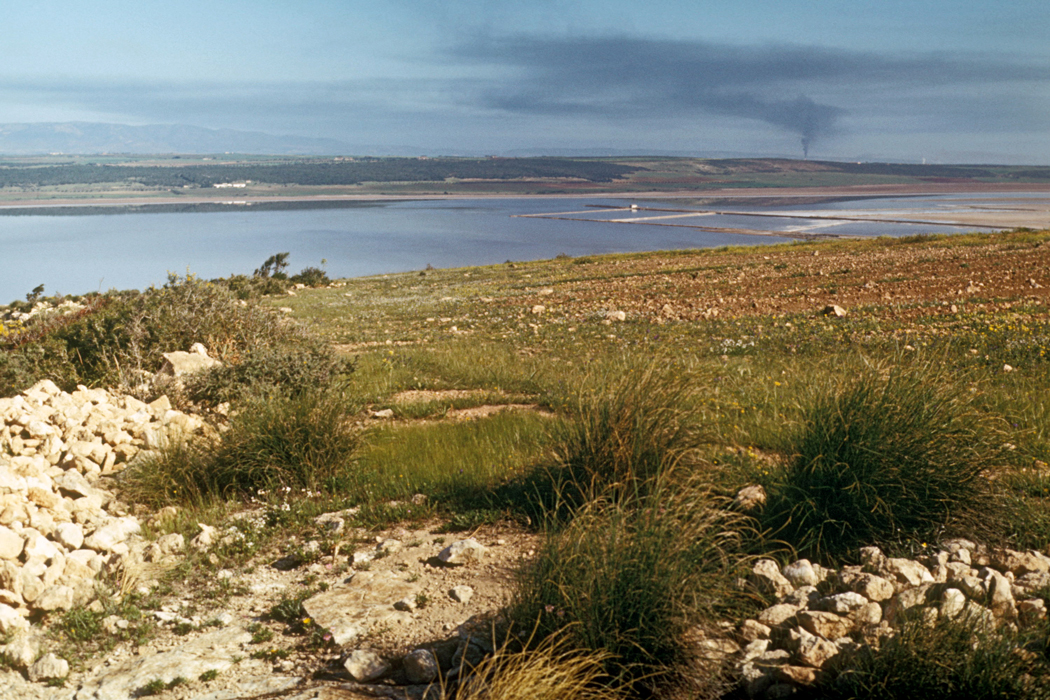
Sebkha d'Arzew, dont le toponyme conserve l'ancien nom de Bethioua ; à droite, exploitation de salines.

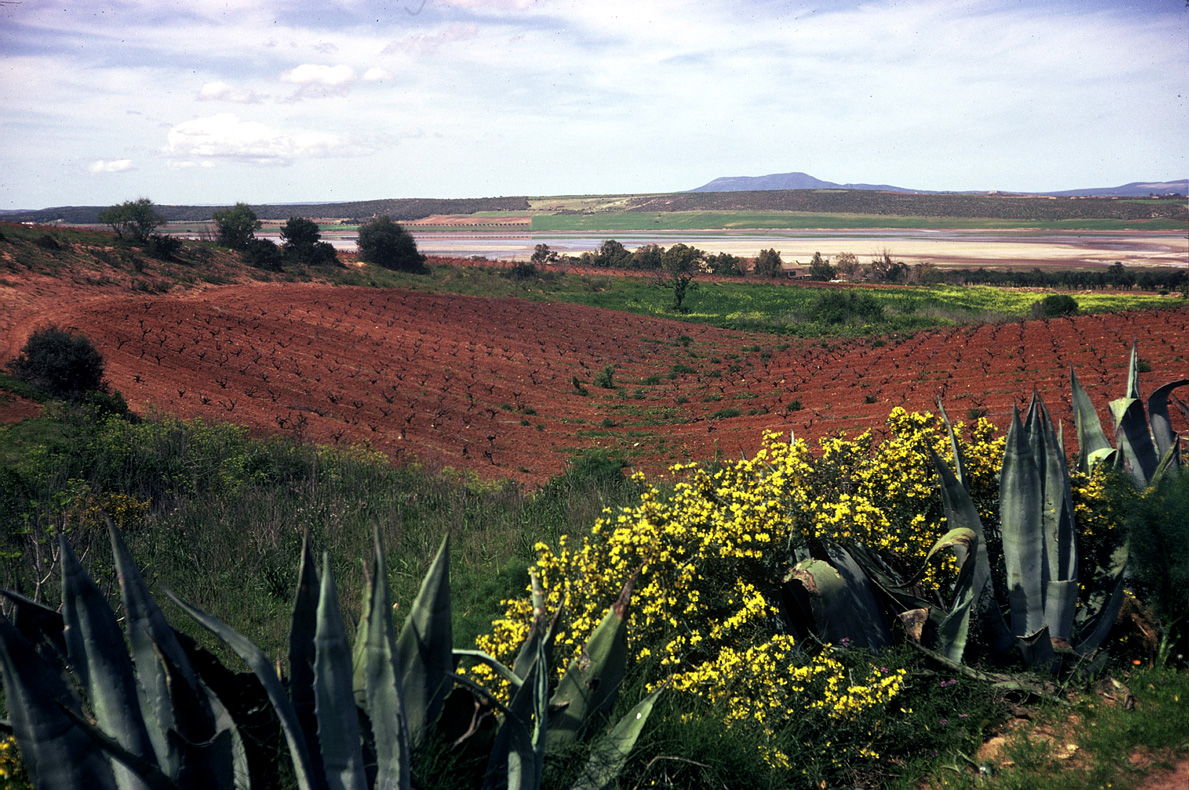
Cultures (vignoble) en périphérie de la Sebkha d'Arzew (26 mars 1974).

Fondée sur les ruines d'un comptoir phénicien,, devenue ensuite Portus Magnus, elle est connue depuis le Ve siècle (Xe Grégorien) sous le nom de Rziou (Arzew).
L'histoire de la ville romaine de Portus Magnus est peu connue. Érigée sur une falaise qui domine une plaine la séparant de la mer, elle portait le nom de Portus Magnus, que l'on suppose également avoir recouvert le site portuaire s'étendant depuis Arzew. L'emplacement exact de son port n'est pas parfaitement reconnu, mais Edward Lipinski formule l'hypothèse qu'il se trouvait sur une île sableuse à faible distance de la côte, aujourd'hui disparue, mais dont des traces étaient encore visibles au XIXe siècle, et il identifie cette île avec l'île de Bartas mentionnée par le Pseudo-Scylax. Elle atteint son apogée au IIIe siècle, et paraît abandonnée dès le début du IVe, sous le règne de Dioclétien, dans le but de raccourcir les frontières de l'Empire romain pour mieux les défendre.
On sait, par Pline l'Ancien, que ses habitants étaient citoyens romains. Une inscription indique que les habitants étaient inscrits dans la tribu Quirina et que la ville avait des duumvirs quinquennaux et des flamines,.
Les ruines étaient désertées au XIe siècle quand Al-Bakri les visite.

## Le Vieil Arzew des Bet't'ioua
Thomas Shaw visite Arzew en 1747, sous l'égide d'un cheikh amical . De nombreuses mosaïques romaines tapissant les côtes.

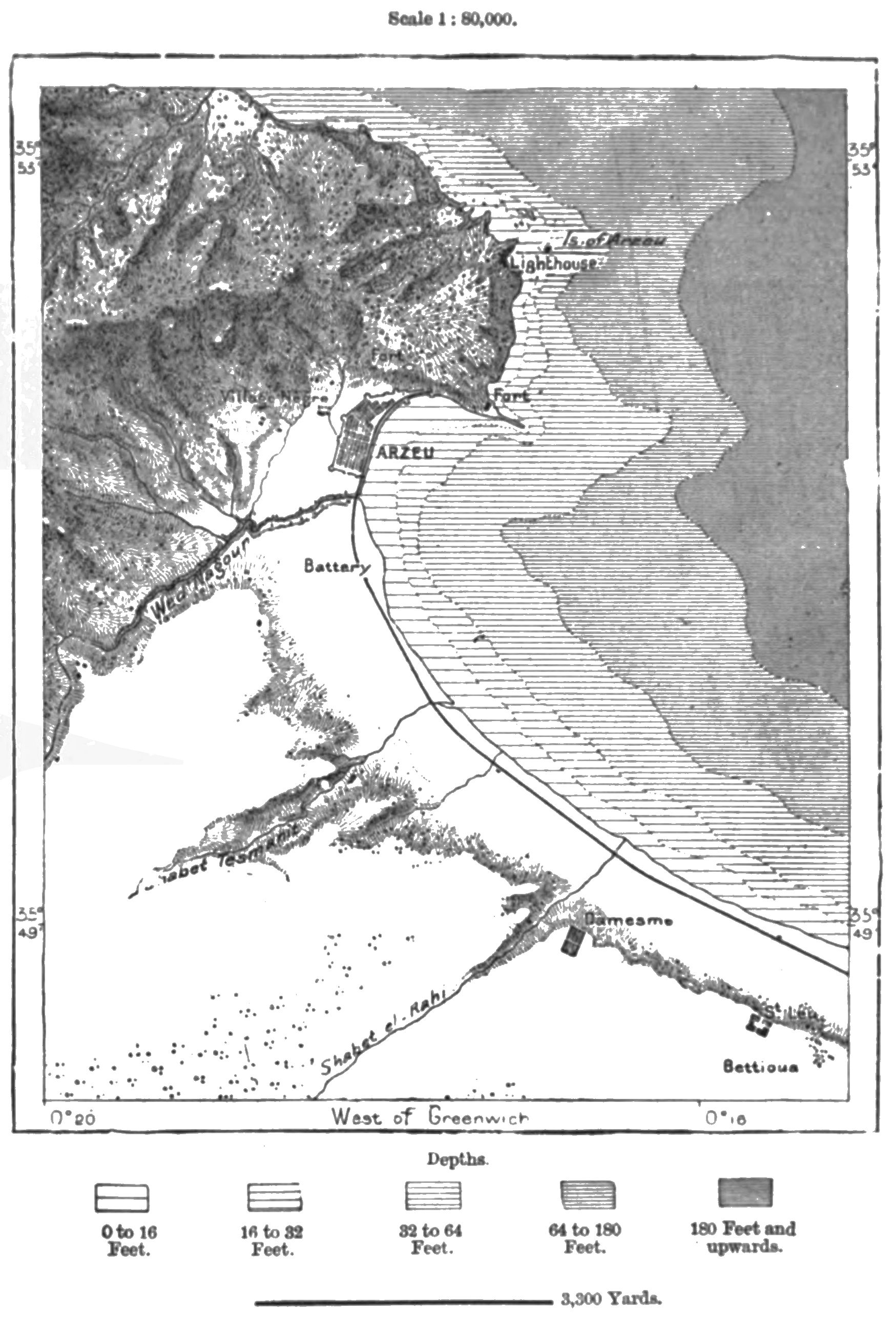
Carte de Portus Magnus

Les ruines romaines du Veil Arzeu sont au XVIIIe siècle établis une colonie berbèrophone dit des Bet't'ioua rattachée à deux çofs (clans) ;  Ait Temait (Beni Maït) et Zegzaoua (Izegzawen 'les verts' en amazigh) dont les ancêtres auraient quitté les montagnes du Rif a l'ouest du Kert au sein des Aït Said pour s’établir près de Mostaganem. Qualifiés de Kebaïles par leurs voisins et homogène d'un œil externe, ils sont repartis en 4 fractions, division de deux çofs principaux. Femmes et hommes des Bettioua se nomment Amazigh (pl. Imazighen) et leur langue Thamazight.
L'histoire en Oranie des Bethioua qui ont donné le nom de la commune est établie, sans certitude absolue, par recoupement de données orales recueillies au XIXe siècle. Les Bettioua (en berbère Ibettiwen) sont issus d'une puissante tribu berbère du même nom, peuplant le Rif (Maroc). Vers le milieu du 18e siècle au sein des Ait Said des suites de véxations répandues à l'époque un conflit éclata, les clans et leur marabout Sidi Amar Ben Ahmed refusèrent de payer l'impôt attribué aux tribus rifaines par le Sultan, qu'il mena en exil du royaume du Maroc vers l'Empire Ottoman . Cet exil mena les Bettioua en Algérie, d'abord à Rachgoun près de Tlemcen, puis près de Mazagran et enfin sur les ruines romaines du Veil Arzeu, tout en maintenant un certain courant d'échanges avec leurs congénères rifains,. Ceux des Berbères du Rif qui refusèrent de payer l'impôt les rejoignirent venant des Ait Temsamane ou Ait Oulichek. Il faut donc admettre le déplacement initial d'un noyau assez important, un groupement de plusieurs fractions tribales formant le noyau du groupe d'émigrés. Un nombre écrit 1177 présenté sur la sadjara (tableau généalogique) de Sidi Amar Ben Ahmed, dont le mausolée scrute vers la mer, aurait indiqué selon son propriétaire la date hégirienne de l'arrivée du marabout dans la région ce qui correspondrait au milieu du XVIIIe siècle,. Cependant, leur entrée « officielle » dans l'histoire s'effectue par un acte de 1784 qui les établit précisément auprès des ruines de Portus Magnus : l'acte décrit l'échange de leur territoire proche de Mostaganem aux environs de Mazagran, pour le territoire d'Arzew alors sous l'égide du bey de Mascara Mohammed El Kebir; l'échange comportait le droit d'exploitation des salines d'Arzew, toujours incluses dans le territoire actuel de Bethioua.
Auxiliaires des Turcs , ils devaient en contrepartie contrôler et s'occuper de la route Mostaganem-Tlemcen très fréquentée par le Beylik de l'Ouest.
En 1834 l'Emir Abdelkader , qui y avait fait par ailleurs une partie de ses études religieuses, 
saccage la ville d'Arzew pour sa position stratégique des avant-gardes françaises, ainsi les habitants en sont forcés a trouver refuge à Mostaganem . Une milice composée de Bet't'ioua est formée lors des assauts répétés de l'emir sur la forteresse de la ville.
Certains s'en allèrent pour le Rif mais la plupart de leurs descendants vivaient encore au XIXe siècle sur les ruines de la cité romaine. Ils avaient longtemps conservé leur langue berbère, signalée en voie d'extinction au profit de l'arabe et dont il ne subsistait plus que quelques locuteurs âgés en 1910,. Un recueil de Samuel Biarnay désormais exposé au musée colonial de Paris , disciple de René Basset, incluant une bonne partie du lexique et des contes populaires fut publié dans la revue africaine de la même année (Étude sur les Bet'-t'ioua du Vieil-Arzeu, Revue 1910, Samuel Biarnay).
On compte une centaine de maisons et une population de 1 400 personnes en 1947, majoritairement des Ait Said, certaines issues des Temsamane, Iker'ayen et Ait Oulichek , certain nombre de fêtes issues de traditions berbères telles que la 'ansra et le yennayer y sont célébrées chaque année. Les noms de familles sont souvent issus de sobriquets ; Zirar : azirar 'long' , Benouchen : oučen 'fils du loup', Achemlel : 'blond' , Henniene : ceux de 'Henni' , Zegzaoui : izegzawen 'verts' , Kebaïli : aqbayli 'berbère' , Isri : isri le fiancé , Mzian : mezyane petit , Tamesaout : petit messaoud, Tahidousti : de Tahidoust , Ben Yebka : fils de Yebka ou encore Loukil : de Beni Oukil petite fraction indépendante sur le Kert.
Fractions des Aït Saïd du Rif . Sous  fractions de Bethioua:
- Aït Abdenain:  Ait Zegzawa, Bettiwa[39],[40], Ait Ihatriyen, Ait Ifqih et Ibarchanen;

- Aït Tekkouk: Ait Addi, Ait Abdouni, Ibaouen;

- Aït Zaoumi: Tazaghine, Ait Athman, Ait Yaqoub, et Ihmoudhen;

- Aït  Mait: Ait Daoud, Ait Trath, Mekhloufi, Ait Imejjad et Rahmouni.

Le plat traditionnel de Bethioua est la bessara.

## Lexique Bet't'ioui
Liste non exhaustive.
| Français          | Abettouy- Alphabet latin |
| ----------------- | ------------------------ |
| Mince             | azdad                    |
| Ajouter           | arni                     |
| Étoile            | it̲ri                     |
| Barbe             | t̲amart̲                   |
| Long              | azirar                   |
| Entrer            | adef                     |
| Grandir           | mɣar                     |
| Chef              | amɣar                    |
| Voir              | zer                      |
| Apporter          | awed                     |
| Demander          | tter                     |
| Laisser           | jj                       |
| Fille             | yeǧi                     |
| Le Roi            | azeǧid                   |
| Grand-mère        | ḥenna                    |
| Le Genou          | fud                      |
| Aller/Passer      | addu                     |
| La Marmitte       | t̲aydurt̲                  |
| S'Habiller        | irḏ̣                      |
| Beaucoup          | aṭṭas                    |
| Un Peu            | drus                     |
| La Laine          | t̲aduft̲                   |
| Le Chien          | aydi                     |
| Le Chat           | muc                      |
| Sortir            | attafer                  |
| Devant            | zzat̲                     |
| Le Pigeon         | aḏbir                    |
| Les Épines        | t̲iḏrin                   |
| Laver , Se laver  | irḏ̣ , ssireḏ̣             |
| La Porte          | t̲awwurt̲                  |
| Demander          | ssut̲ar                   |
| Le Blé            | irḏen                    |
| Ouvrir            | arzem                    |
| Le Lait Ecaillé   | accir                    |
| Revenir           | ḏwer                     |
| La Gauche         | azermaḏ                  |
| Le Poisson        | asrem                    |
| Une Chaîne        | t̲asersetc                |
| Le Tonnerre       | ajjaj                    |
| Une Natte         | ajart̲ir                  |
| La Corne          | accaw                    |
| Bègue             | aynaw                    |
| Autrui            | midden                   |
| Chaque            | mkur                     |
| Chaussures        | aherkus                  |
| La Rivière        | iɣzar                    |
| Le Seau           | aja                      |
| Le Cœur           | ur                       |
| Le Cheval         | yis                      |
| Le Hérisson       | insi                     |
| La Langue         | ires                     |
| La Mouche         | izi                      |
| Le Figuier        | urt̲u                     |
| L'Aguille         | asinef                   |
| L'Hôte            | anewji                   |
| Le Talon          | inarz                    |
| Le Bras           | aɣir                     |
| Le Puits          | anu                      |
| Le Front          | t̲anyart̲                  |
| Carottes          | xizzu                    |
| Le Bisou          | t̲sudnit̲                  |
| La Maison         | t̲addart̲                  |
| Semelle en Alfa   | t̲assiri                  |
| l'Alfa            | asiri                    |
| Le Tronc D'Arbre  | t̲iyyart̲                  |
| Une Boutique      | faḏis                    |
| La Ruche          | taɣrast                  |
| Blond             | cemrar                   |
| Petit             | mzyan                    |
| Un Petit Plat     | Thazouda                 |
| La Flûte          | t̲amja                    |
| La Source         | t̲ara                     |
| Couper            | kkes                     |
| Le Berger         | amikta, amiysa           |
| Le Sable          | ijdi                     |
| La Glace          | ajres                    |
| L'Hiver           | t̲ajrest̲                  |
| Le Lait           | aceffay                  |
| Se Lever          | tankkar, kkar            |
| Barque            | aɣrrabu                  |
| Se Faire se Lever | ssekkar                  |
| Brûler            | cemmeḏ                   |
| Faire fondre      | ssefsi                   |
| Le Couscous       | sikt̲u                    |
| La Vipère         | t̲arefsa                  |
| L'Œil             | t̲iṭṭ                     |
| Le Scorpion       | tɣardemt                 |
| Fiancé            | isri                     |
| Financée          | t̲isrit̲                   |
| Arc-en-ciel       | t̲isrit̲ n unzar           |
| La Moitié         | aziyn                    |
| En Dessous        | adu                      |
| Le Vent           | aḏ̣u                      |
| Vouloir           | xes                      |
| Dormir            | ṭṭess                    |
| Dire              | ini                      |
| Quoi              | ma                       |
| D'Où              | mayn                     |
| Pourquoi          | maɣef                    |
| Comment           | matta , mammec           |
| De Quoi           | mi zi                    |
| Dans Quoi         | mi ḏi                    |
| L'Autre           | wenniḏen                 |
| Les Autres        | inniḏen                  |
| La Parole         | awar                     |
| Noce , Fête       | urar                     |
| La Peau           | irem                     |
| Le Visage         | uḏem                     |
| Celui çi          | wanita                   |
| Celui là          | nni                      |
| Cet Homme là      | d aryaz-nni              |
| Derrière          | ḏeffar                   |
| J'ai              | ɣari                     |
| Avoir             | ɣar                      |
| Avec Moi          | akidi                    |
| Avec toi          | akidec                   |
| Me Voilà          | aqrayi                   |
| La Tête           | azeǧif                   |
| Petit Chien       | aqzin                    |
| L'Oreille         | ameẓẓuɣ                  |
| Le Tuyeau         | ajabub                   |
| Le Lion           | Ayraḏ                    |
| Le Veau           | ayenduz                  |
| La Parole         | awar                     |
| Le Sommeil        | iḏ̣es                     |
| La Corde          | isekken                  |
| Le Laurier Rose   | ariri                    |
| Un Marteau        | afaḏis                   |
| La Racine         | izwar                    |
| Le Cou            | iri                      |
| L'Ombre           | t̲iri                     |
| Un Berbère        | abeṭṭiw                  |

## Commune de Saint Leu
Après la conquête française de l'Algérie, un centre de population européen est fondé en 1846 à quelque distance de la tribu des Bettioua sous le nom de Saint-Leu, le nom d'Arzew ne désignant plus alors que le port à quelques kilomètres au nord-ouest. Ce centre est compris parmi les colonies agricoles aménagées en 1848 dans le cadre du décret de l'assemblée nationale du 19 septembre 1848. Il est érigé en commune de plein exercice en 1873, la commune englobant la tribu des Bettioua et le site de Portus Magnus.
L'ordonnance royale des 4 et 31 décembre 1846 crée le centre de population de Saint-Leu , baptisé selon un village parisien en lieu et place de Vieil Arzew qui sera érigé en commune de plein exercice en 1873.

## Le village de Saint-Leu
Au pays d'Arzew, par ordonnances royales des 5 juin et 1er septembre 1847 , le service des Domaines avait remis au maréchal de camp Cavaignac, commandant par intérim de la province d'Oran, les terrains domaniaux situés dans le village de Bethioua et ayant appartenu antérieurement à des propriétaires morts sans héritiers ou émigrés au Maroc au cours de la conquête et dont les biens déclarés vacants avaient été séquestrés. Cavaignac en avait pris possession le 14 février 1848 sous réserve que les baux en cours seraient maintenus jusqu'à expiration.
C'est donc sur des terrains libres que s'installaient ces colons libres, sur un territoire agricole de 351 hectares à proximité de la tribu berbère des Béthioua, originaire du Rif, dont les membres obtiendront eux-mêmes, dans les années proches qui vont suivre, c'est-à-dire à partir de 1853, des concessions de 2 à 10 hectares aux mêmes conditions que les colons.

### Les débuts de saint Leu, baptisé d'aprèsSaint-Leu-la-Forêt,Île-de-France
Les premières années de colonisation furent désastreuses, quoique Saint-Leu soit, le centre le plus favorisé sous le rapport du voisinage de la mer et de la nature du sol, riche en terre végétale, en eau et en ruines romaines de Portus Magnus , qui offraient, au grand regret des archéologues actuels, des ressources en matériaux pour les constructions.
Logés dans des maisons uniformes de 1 à 2 pièces du type dit "de colonie" au sol de terre battue produisant constamment de la poussière ou de la boue ; rongés par les insectes, redoutant les fauves d'Aïn El Bia 'la source des lionnes' surtout qui hantaient les villages à la tombée de la nuit, éprouvés par la sécheresse qui avaient grillé les récoltes des deux premières années, décimés par les fièvres et le choléra, déçus, irrités, découragés par leurs misères, beaucoup ne purent résister et dès la première année, les renonciations, les départs commencèrent.
Au recensement du 31 mars 1849, Saint-Leu à lui seul comptait 52 familles pour 140 habitants. Six mois plus tard 12 chefs de famille sont atteints du choléra, d'autres s'en vont ou vont s'en retourner dans la métropole. Des familles entières s'éteignent au cours des trois premières années. En 1851, l'insatiable choléra va encore diminuer le nombre des premiers pionniers.L'épidémie en faisant des victimes parmi les chefs, va entraîner de nouvelles renonciations chez les veuves chargées d'enfants, qui, pour cette raison, ne trouveront pas à se remarier, et les orphelins que l'on enverra à l'hospice ou dans leurs familles en métropole, car le directeur ne sait qu'en faire et ne peut les laisser à la charge des autres colons. Colons, médecins, officiers, soldats, elle n'épargne personne et les travaux de la colonie vont subir un moment d'arrêt.
En 1852, les anciens militaires, soldats libérés du 1er étranger, du 12e léger, du 64e de ligne, du génie, du 5e cuirassiers et du 2e chasseurs vont obtenir des concessions et des lots rendus vacants par la disparition de leurs premiers occupants, et viendront combler les vides.
En 1853, de nouvelles familles de cultivateurs métropolitains obtiendront elle aussi de nouvelles concessions, si bien qu'après cinq ans d'efforts, de défrichements, de travail, de souffrances, Saint-Leu aura le droit de compter 45 courageux concessionnaires définitifs.

### Les travaux
Dans un délai de trois ans, la concession devait être mise en rapport , sous peine de déchéance.
Les colons n'avaient, pour la plupart, aucune notion d'agriculture, les Parisiens , chargés de créer Saint-Leu partis de Paris le 15 octobre 1848, et de Marseille par le deuxième convoi, le 29 octobre, débarquèrent à Arzew , 823 émigrants formeront la colonie de Saint-Leu , comptant 171 chefs de famille et 73 célibataires, en tout 244 colons dont 23 seulement étaient de véritables cultivateurs. Les colons étaient pour la plupart, des ouvriers d'art, de petits bourgeois idéalistes, impropres à la vie des champs, recrutés en grande partie dans ce qu'on appelle aujourd'hui en France des socialistes et des communistes.
Des moniteurs-laboureurs militaires, formant la garnison de Saint-Leu et Damesme, vont aider les colons aux travaux de défrichement et de culture à raison d'un soldat par famille, déblayer les bassins et l'aqueduc romain afin d'y trouver la source, creuser les puits. Avec le matériel restreint dont disposaient les colons, 52 lots de jardins seront défrichés dès la première année à Saint-Leu. Sur les 351 ha d'étendue de son territoire, que chaque colon défrichait par parcelle de 2 hectares, à laquelle on ajoutait 2 autres hectares sur sa demande, Saint-Leu aura ensemencé en juin 1850 : 30 ha de blés, 65 ha d'orge, 10 ha de pommes de terre, 1,25 ha de maïs, 2 ha de seigle et planté 600 arbres, soit 108,25 ha. De plus 5 000 pieds de vigne vont être répartis dans les deux centres.
En plus du travail des champs auquel ils s'habituent peu à peu, grâce aux moniteurs militaires dont la suppression sera prononcée à dater du 1er janvier 1852, les colons sont assujettis à la corvée hebdomadaire ; ils empierrent les rues, creusent des puits, des caves souterraines. Le premier puits gratuit au moyen de la main-d’œuvre gratuite des colons et des militaires sur la place du village donne 1,50 m d'eau à 16,50 m de profondeur en 1851. En attendant, on utilise les sources des collines de Portus Magnus  qui ont un débit de 21,80 l par seconde. Ces nouvelles améliorations dans la situation des colons vont leur permettre de travailler plus activement. Avec cela, on comble les vides de sa bourse en faisant du bois ou du charbon, certains colons vont transporter du sel de la saline au port à raison de 7 francs la tonne. Les plus actifs obtiendront la faveur de travailler pour le Génie.

### Le village de Saint-Leu
Au nombre des maisons construites par le Génie de 1848 à 1850 avec l'aide gratuite des colons, 8 à Saint-Leu sont affectées aux édifices publics, l'une à la sous-direction et à la salle d'asile, une au presbytère où sera installée l'école, une autre pour la maison de secours qui contiendra la pharmacie et l'habitation de l'agent de culture. Enfin une pour l'église.
L'école était installée dans la maison du presbytère. Elle y restera jusqu'en 1860. Elle avait été ouverte en 1849 pour permettre aux enfants de recevoir l'instruction aux heures où les travaux de la terre ou la garde des troupeaux ne les retenaient pas aux champs. Des cours du soir y étaient suivis par la généralité des colons, les enfants qui en avaient les moyens payaient leurs études 3 à 5 francs par mois. Les autres, c'est-à-dire la presque totalité, admis comme indigents, ne payaient rien.
En 1853 , la colonie de Saint-Leu quittant la tutelle militaire va passer dans l'Administration civile, sous la dépendance d'Arzew , le 1er janvier de la dite année. Les soldats moniteurs ayant été supprimés depuis le 1er janvier 1852, la colonie ne va plus compter que sur les colons. Saint-Leu est sorti de l'enfance. Les concessionnaires sont devenus "Messieurs les Propriétaires" car ils ont rempli leurs engagements envers l'Administration et acquitté le droit qu'exige le titre définitif. Le pays est assaini, la sécurité établie, l'effervescence calmée. Tout ce qui était découragé est parti.

## Patrimoine archéologique

### Site de Portus Magnus

Localisation des cités de l'Afrique romaine: Portus Magnus, Pomaria, Icosium, Cirta.

Le site du Vieil Arzew ne fut identifié comme étant Portus Magnus qu'à partir de 1858 par Berbrugger, après la découverte d'un document épigraphique mentionnant son nom abrégé, inscription déplacée ensuite sur la promenade de Létang, à Oran.
Certes, ce nom était connu, par l'Itinéraire d'Antonin et par l'anonyme de Ravenne, et par deux allusions de Pline l'Ancien et de Pomponius Mela (Portus cui Magno cognomen est ob spatium). Mais le voyageur anglais Thomas Shaw identifiait en 1732 le site du Vieil Arzew avec Arsenaria, car l'identité de sens -le grand port- entre Portus Magnus et Mers el-Kebir l'avait frappé. Cette erreur se perpétuera quelques décennies.
La confirmation sera acquise par divers documents épigraphiques, des bornes milliaires notamment. Les recherches étaient difficiles, car les Bettioua ont leurs maisons au milieu des ruines. Un petit musée fut installé dans une maison romaine, dont les chambres et le péristyle sont pavés de mosaïques (en voie de dégradation vers 1880). Des fouilles faites à la ferme Robert, elle aussi en ruine, permirent de découvrir en 1862 deux magnifiques mosaïques, qui seront déplacées au musée municipal d'Oran vers 1885. L'opinion de Jean Lassus, directeur des antiquités de l'Algérie sur ces mosaïques est moins enthousiaste : « Compositions, plus ambitieuse que réussies, sont traitées dans des couleurs terre-ocre, beige et gris ». Louis Demaeght notait en 1884 que les ruines servent de matériau de construction tant aux Bettioua qu'aux colons de Saint-Leu, et qu'à ce rythme, le site serait détruit en quelques années.
Les fouilles furent poursuivies au XXe siècle par Mme Vincent, qui avait acquis patiemment de ses deniers le secteur Nord-Est du site. Elle dégagea plusieurs édifices, dont certains de plan assez inhabituel.

Une des mosaïques de Bethioua au musée municipal d'Oran.
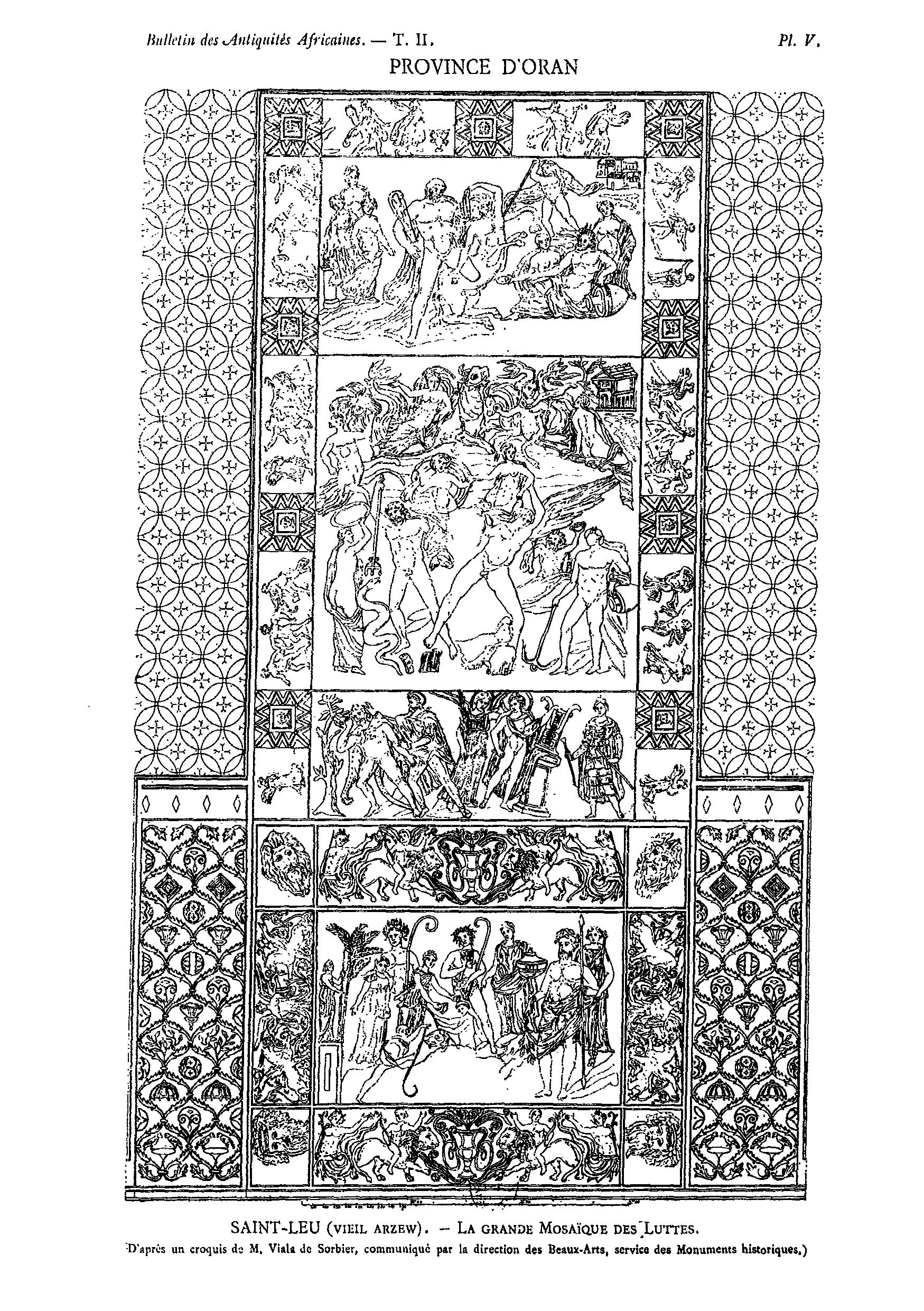
Grande mosaïque de Portus Magnus déplacée au musée municipal d'Oran (dessin de 1862).
Armoiries de Portus Magnus aujourd'hui Arzew.

## Patrimoine naturel

### Sebkha
Les salines d'Arzew, ou sebkha d'Arzew, situées en totalité dans la commune de Bethioua, à son extrémité sud-ouest, sont classées depuis le 12 décembre 2004 en site « Ramsar », zone humide d'importance internationale pour l'avifaune. Cette sebkha est très proche d'un autre site Ramsar : les marais de la Macta.
La végétation halophile de cette sebkha a fait l'objet d'une étude scientifique approfondie. Il en ressort que "les zones humides de la région d’Oran présentent une biodiversité floristique qui mérite protection et conservation" (Bahi, 2012).

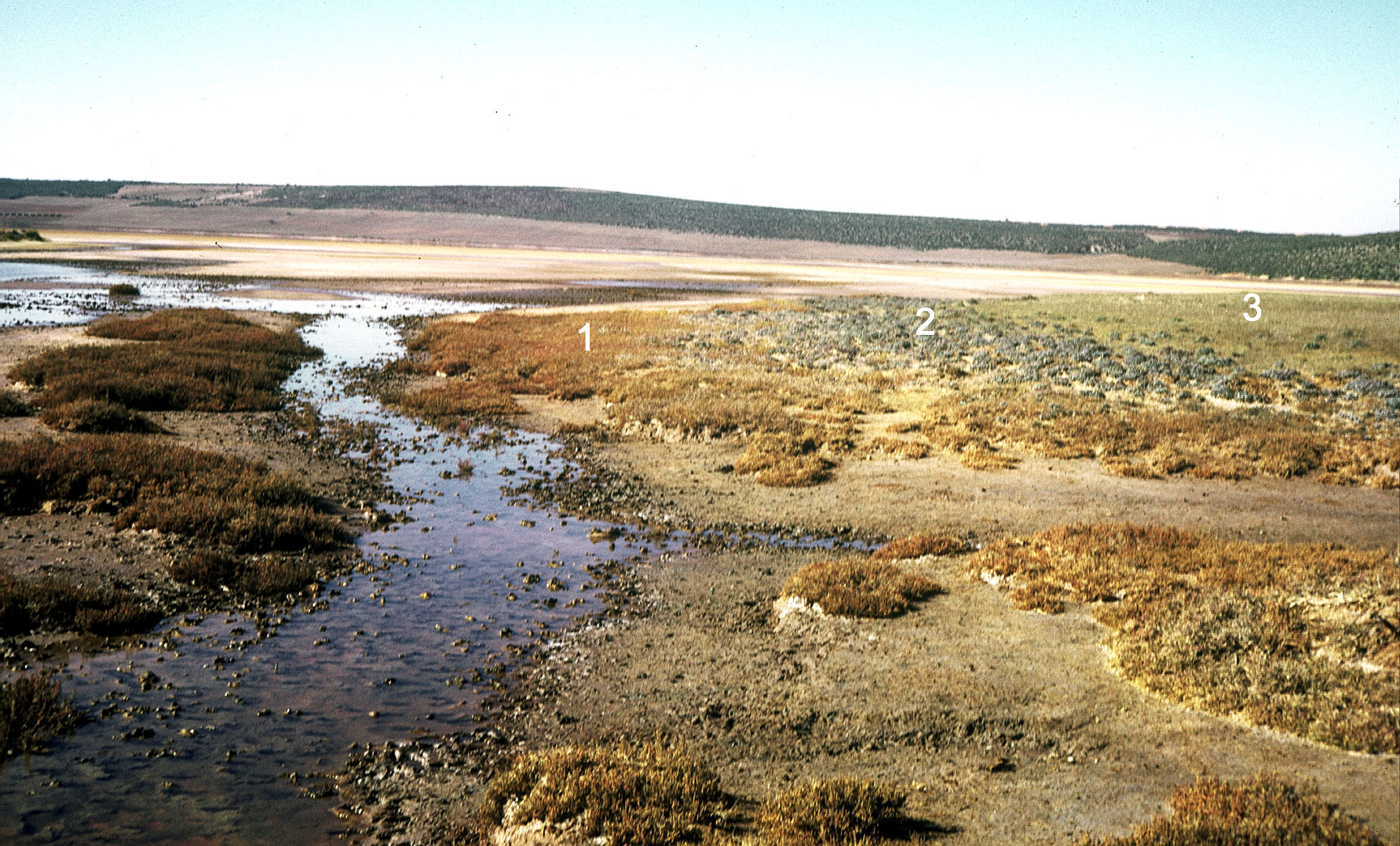
Salines d'Arzew : ceintures de végétation.
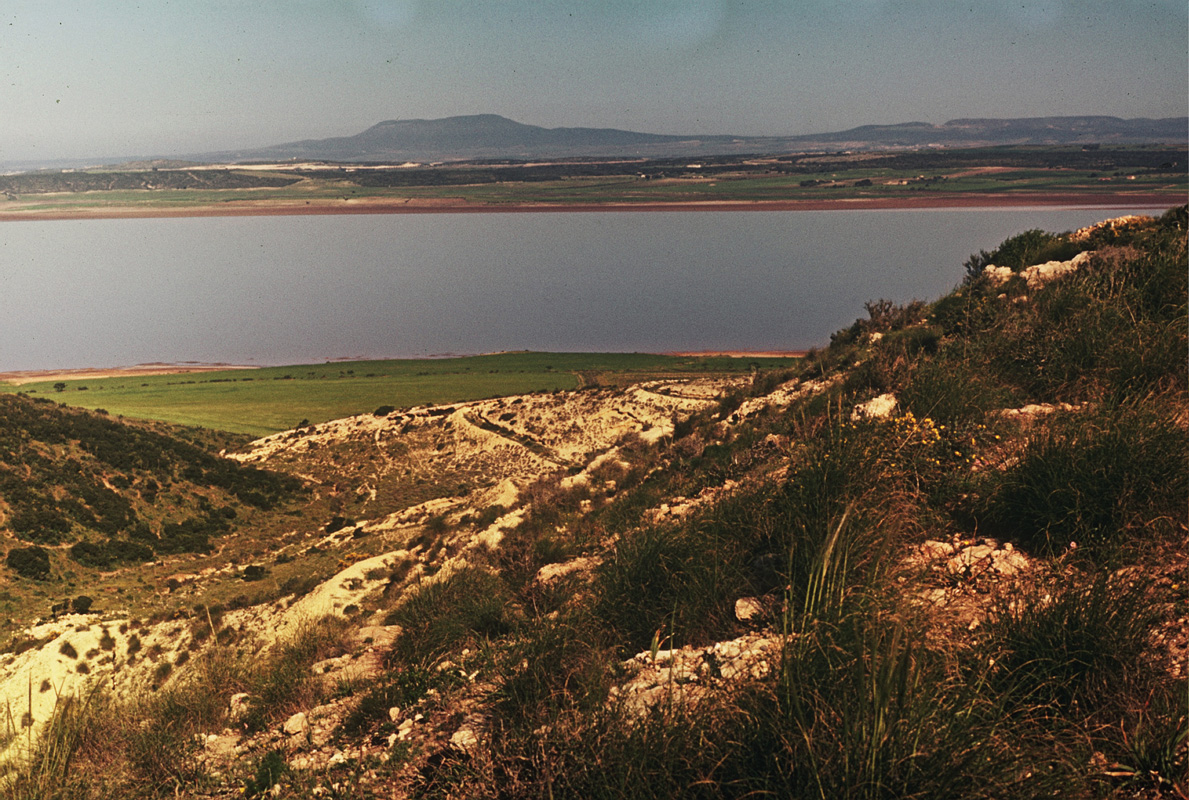
Sebkha d'Arzew.
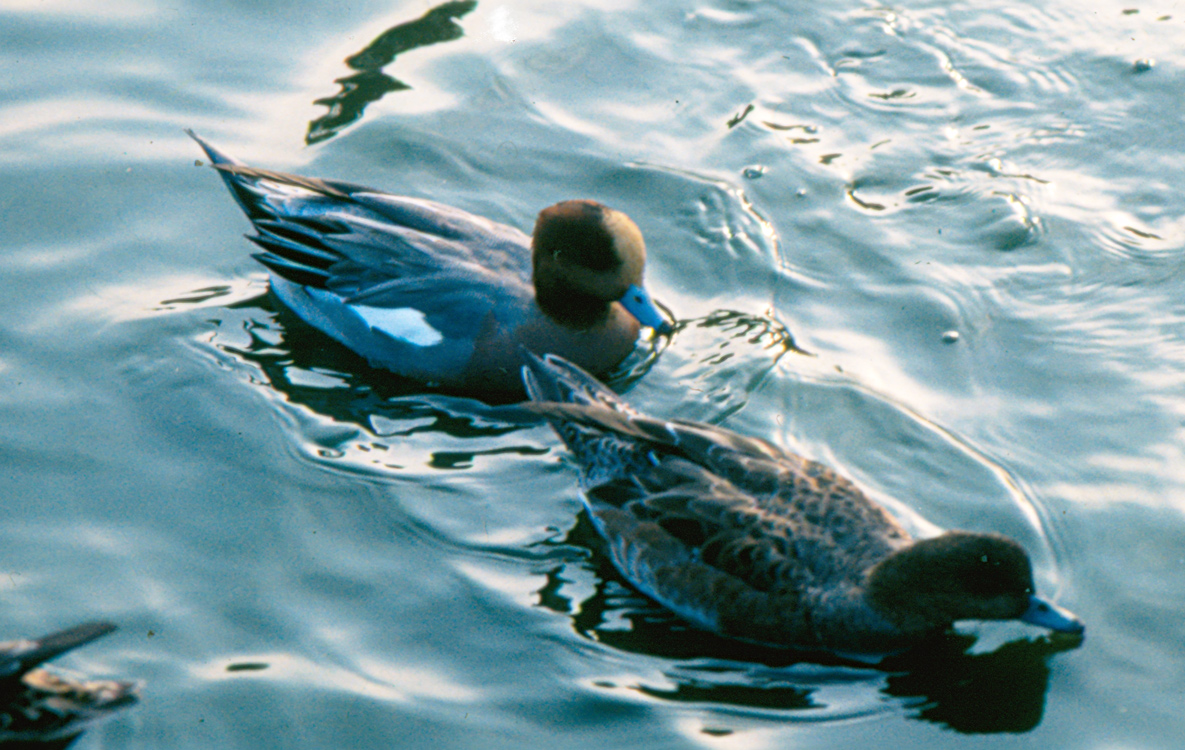
Couple de Canard siffleur.

Parmi les oiseaux d'eau, certaines espèces hivernent en nombre dans ces salines. C'est le cas, par exemple, des Canards siffleurs Anas penelope et tadornes Tadorna tadorna, des Mouettes rieuses Larus ridibundus, des Flamants roses Phoenicopterus ruber, des Avocettes Recurvirostra avosetta et d'une série de limicoles. En bordure des salines, la végétation halophile, qui peut constituer des ceintures bien visibles (cf. photo ci-jointe), est comparable à celle des prés salés de Camargue. Mais peu d'espèces d'oiseaux nichent dans ce milieu : l'Alouette des champs Alauda arvensis, le Pipit rousseline Anthus campestris, le Gravelot à collier interrompu Charadrius alexandrinus. En hiver, dans les secteurs comportant des buissons, le Tarier pâtre Saxicola rubicola est commun.

## Économie
La ville dispose d'un port gazier, d'installations pétrochimiques Sonatrach, d'une station de dessalement d’eau de mer, et d'exploitations de salines dans la sebkha « d'Arzew » dont le toponyme conserve l'ancien nom de Bethioua.
La zone pétrochimique de Bethioua, est l'une des zones pétrochimiques les plus importantes d'Algérie, dans cette zone est implanté le complexe GL3Z, considéré comme le méga-train de GNL.